# Hrabišín
Hrabišín (niem. Rabersdorf) – gmina w Czechach, w powiecie Šumperk, w kraju ołomunieckim. Według danych z 2021 r. liczyła 765 mieszkańców.